# The Right to Rock
Albums de Keel
Lay Down the Law
(1984) The Final Frontier
(1986)
The Right to Rock est le second album studio de Keel sorti le 26 mars 1985; produit par le bassiste du groupe Kiss Gene Simmons.

## Liste des morceaux
1. The Right to Rock - 3:35 - (Keel, Ferrari, Chaisson)
2. Back to the City - 3:47 - (Keel, Ferrari, Chaisson)
3. Let's Spend the Night Together - 3:41 - (Jagger, Richards)
4. Easier Said Than Done - 3:25 - (Simmons, Weissman)
5. So Many Girls, So Little Time - 3:15 - (Simmons, Rice)
6. Electric Love - 4:05 - (Keel, Chaisson)
7. Speed Demon - 3:39 - (Keel)
8. Get Down - 5:02 - (Simmons, Rice)
9. You're the Victim (I'm the Crime) - 2:59 - (Keel, Chaisson)
10. Easier Said Than Done* - 3:21 - (Simmons, Weissman)

- (figure dans la version remasterisée)

## Single(s)
- 1985: The Right to Rock

## Composition du groupe
- Ron Keel: Chants & Guitare
- Marc Ferrari: Guitare Rythmique & Solo
- Brian Jay: Guitare Rythmique & Solo
- Kenny Chaisson: Basse & Chœurs
- Dwain Miller: Batterie & Chœurs